# Aulotarache plumbeogrisea
Aulotarache plumbeogrisea är en fjärilsart som beskrevs av George Francis Hampson 1916. Aulotarache plumbeogrisea ingår i släktet Aulotarache och familjen nattflyn. Inga underarter finns listade i Catalogue of Life.